# Concept de solution

Quelques concepts de solution de théorie des jeux. Les flèches vont d'un raffinement à un concept plus général (par exemple, tout équilibre à main tremblante est un équilibre parfait en sous-jeux).

En théorie des jeux, on appelle concept de solution, ou type de solution, un ensemble de conditions que doivent vérifier les combinaisons (ou « profils ») de stratégies choisies par les joueurs pour qu'elles soient considérées comme des « solutions » du jeu. Ainsi le concept de solution « équilibre de Nash » impose pour condition que la stratégie de chaque joueur maximise son gain, les autres stratégies formant l'équilibre étant données. Un autre concept de solution est celui du « cœur » qui impose comme condition à une combinaison de stratégies d'être telle qu'il n'existe pas d'autre combinaison de stratégies dans laquelle certains joueurs pourraient augmenter leurs gains en quittant la coalition à laquelle ils appartiennent pour en former de nouvelles.
Si les conditions imposées par un concept de solution sont trop restrictives, alors le jeu risque de ne pas avoir de solution - selon ce concept de solution. Si elles sont plus lâches, il risque d'en avoir trop. Pour essayer de choisir entre des solutions multiples, les théoriciens des jeux proposent des « raffinements » du concept de solution - des conditions supplémentaires ; ce qui reporte le problème de la multiplicité des solutions sur celui des raffinements envisageables.

## Rationalisabilité et dominance répétée
Dans ce concept de solution, on suppose que les joueurs sont
rationnels et donc qu'ils éliminent les stratégies strictement dominées. Une stratégie strictement dominée est une stratégie telle qu'un joueur a toujours avantage à ne pas
jouer, et donc qu'un joueur rationnel ne va jamais jouer (les stratégies strictement dominées sont également importantes dans la recherche du minimax par parcours d'arbre de jeu). Par exemple, dans le dilemme du prisonnier à une seule période tel qu'illustré ci-dessous, coopérer est strictement dominé par dévier pour les deux joueurs car chacun a avantage à jouer dévier quelle que soit la stratégie retenue par l'autre joueur.
|                       | Prisonnier 1 Coopérer | Prisonnier 1 Dévier |
| Prisonnier 2 Coopérer | -0.5, -0.5            | -10, 0              |
| Prisonnier 2 Dévier   | 0, -10                | -2, -2              |

## Équilibre de Nash
Un équilibre de Nash est un profil de stratégie dans laquelle chaque
stratégie est une meilleure réponse à l'ensemble des autres stratégies formant l'équilibre.

## Induction à rebours
Il existe des jeux présentant plusieurs équilibres de Nash, dont certains
sont peu réalistes, car reposant sur des stratégies qui ont rationnellement
peu de chances d'être choisies. Dans le cas des jeux dynamiques, certains
équilibres de Nash irréalistes peuvent être éliminés par induction à
rebours, qui suppose que tous les coups futurs seront rationnels. Ce
faisant, on élimine des menaces non crédibles car de telles menaces de
jouer une stratégie dommageable à l'autre joueur en réponse à une stratégie
donnée de sa part peuvent être non rationnelles à jouer une fois que
l'autre joueur a quand même joué la stratégie en question.
Par exemple, considérons un jeu dynamique où les joueurs sont une
entreprise établie dans un secteur d'activité et une entreprise pouvant
entrer dans ce secteur. À l'état initial, l'entreprise établie jouit d'un
monopole sur le secteur, et ne veut pas perdre de pouvoir de marché au
profit de l'entrant. Si l'entrant potentiel choisit de ne pas entrer, le
monopole maintient son profit élevé (profit de monopole M), et
l'entrant ne perd ni ne gagne. Si l'entrant potentiel entre, le monopole
peut soit engager une guerre des prix contre lui, ou s'accommoder de sa
présence. On suppose qu'une guerre des prix peut conduire l'entrant à la
faillite (en présence de coûts fixes F à l'entrée par exemple) et
qu'elle réduit à zéro le profit du monopole. En revanche, si le monopole
s'accommode de la présence de l'entrant, il peut ne perdre qu'une partie de
son profit en partageant le marché dans le cadre d'un accord tacite
(profits de duopole D et d).
|               | Guerre des Prix | S'accommoder |
| Entrer        | 0, -F           | D, d         |
| Ne pas entrer | M, 0            | M, 0         |

Si l'entrant potentiel entre effectivement, la meilleure réponse du
monopole est donc de s'accommoder. Sachant cela, la meilleure réponse de
l'entrant est d'entrer. Ainsi, le profil stratégique où l'entrant entre et
le monopole s'accommode est un équilibre de Nash. Cependant, si le monopole
choisit la guerre des prix, la meilleure réponse de l'entrant est de ne pas
entrer. Si l'entrant n'entre pas, peu importe la stratégie prévue par le
monopole. La guerre des prix constitue donc une meilleure réponse si
l'entrant potentiel n'entre pas. Le profil où le monopole prépare la guerre
des prix et où l'entrant potentiel n'entre pas est donc également un
équilibre de Nash. Comme le jeu est dynamique, tout engagement du monopole
à mener une guerre des prix en cas d'entrée n'est pas crédible, puisque si
l'entrant potentiel entre quand même, le monopole aura avantage à
s'accommoder plutôt que lutter. L'équilibre de Nash avec guerre des prix
peut donc être éliminé par induction à rebours.

## Équilibre de Nash parfait en sous-jeux
La perfection en sous-jeux constitue une généralisation de l'induction à
rebours. L'induction à rebours suppose que tous les coups futurs seront
rationnels. Dans un équilibre parfait en sous-jeux, les coups joués doivent
constituer un équilibre de Nash dans chaque sous-jeu. L'induction à
rebours ne peut être employée que dans le cas de jeux à nombre fini de
coups et en information parfaite. Dans le cas de jeux infinis ou
d'information imparfaite, la notion d'équilibre
parfait en sous-jeux peut être employée. L'équilibre de Nash éliminé par
induction à rebours dans la section précédente n'est pas non plus un
équilibre en sous-jeux puisqu'il ne constitue pas un équilibre de Nash pour
le sous-jeu correspondant au moment où l'entrant a décidé d'entrer.

## Équilibre bayésien parfait
Article principal : Jeu bayésien
Parfois, la perfection en sous-jeux n'impose pas de restrictions
suffisantes pour éliminer des stratégies déraisonnables. Par exemple, comme
les sous-jeux ne peuvent discriminer à l'intérieur d'un même ensemble
d'information, un jeu en information imparfaite peut avoir un seul
sous-jeu, lui-même, et donc la perfection en sous-jeu ne peut éliminer
aucun équilibre de Nash. Un équilibre bayésien parfait est une
spécification des stratégies des joueurs et de leurs croyances à propos
du nœud atteint dans un ensemble d'information donné. Une croyance au sujet
d'un nœud est la probabilité qu'un joueur donné pense que ce jeu est ou
sera partie du jeu (sur le chemin d'équilibre). En particulier,
l'intuition de l'équilibre bayésien en sous-jeux est qu'il spécifie des
stratégies rationnelles pour chaque joueur étant données les croyances de
ce joueur ainsi que des croyances qui sont cohérentes avec les stratégies
spécifiées.
Dans un jeu bayésien, une stratégie spécifie ce que joue un joueur dans
chaque ensemble d'information contrôlé par ce joueur. La condition de
cohérence entre les croyances et les stratégies est absente de la notion de
perfection en sous-jeu. De ce fait, l'équilibre bayésien parfait constitue
une condition de cohérence sur les croyances des joueurs. Tout comme dans
un équilibre de Nash, aucune stratégie retenue dans un équilibre bayésien
parfait ne peut être une stratégie strictement dominée, puisqu'en tout
ensemble d'information, aucune stratégie retenue ne peut être strictement
dominée en considérant le jeu commençant en cet ensemble
d'information. Cela revient à dire que pour toute croyance que le joueur
pourrait avoir en cet ensemble d'information, il n'existe pas de stratégie
qui conduise à un paiement plus important pour ce joueur quelle que soit la
stratégie de l'autre joueur. Contrairement à ce qui peut se passer dans les
cas précédents, aucune stratégie d'équilibre ne peut être strictement
dominée à partir d'un quelconque ensemble d'information, même si cette
stratégie est hors du chemin d'équilibre. Ainsi, dans le cas d'un équilibre
bayésien parfait, les joueurs ne peuvent menacer de jouer des stratégies
strictement dominées à partir d'un quelconque ensemble d'information hors
du chemin d'équilibre.
Le terme bayésien fait référence au fait que les joueurs mettent à jour
leurs croyances en utilisant la formule de Bayes. Ils calculent les
probabilités des différents coups à chaque étape étant donnés les coups qui
ont déjà été joués.

## Induction vers l'avant
Tout comme l'induction à rebours suppose que tous les coups futurs seront rationnels, l'induction vers l'avant suppose que les coups passés sont
rationnels. Quand un joueur ne sait pas quel est le type de l'autre joueur (l'information est imparfaite et asymétrique), ce joueur peut concevoir une croyance sur le type de l'autre joueur en observant les actions passées de ce joueur. De ce fait, la croyance formée par ce joueur concernant la probabilité que l'autre joueur soit d'un type donné est fondée sur les coups passés de l'autre joueur en supposant que ce dernier est rationnel.